# Chinese Volleyball League 2015-2016 (femminile)
La Chinese Volleyball League 2015-2016 si è svolta dal 31 ottobre 2015 al 30 gennaio 2016: al torneo hanno partecipato 12 squadre di club cinesi e la vittoria finale è andata per la seconda volta al Tianjin.

## Squadre partecipanti
| Girone A: - Bayi - Beijing - Henan - Liaoning - Zhejiang - Yunnan | Girone B: - Fujian - Jiangsu - Shandong - Shanghai - Sichuan - Tianjin |

## Regolamento
Le squadre disputano un girone all'italiana, con gare di andata e ritorno, per un totale di diciotto giornate, divise in due fasi:
- Nella prima fase vengono divise in due gironi da sei squadre ciascuno, affrontandosi in gare di andata e ritorno, al termine dei quali le prime quattro classificate continuano la propria corsa verso i play-off scudetto; le ultime due classificate di ciascun girone accedono ai play-out.
- Nella seconda fase ciascuna squadra affronta in gare di andata e ritorno le squadre provenienti dall'altro girone, sommando a questi risultati quelli ottenuti nella prima fase contro le squadre del proprio girone; le prime quattro classificate accedono ai play-off scudetto.

Al termine della regular season:
- Ai play-off scudetto le quattro squadre classificate danno vita a semifinali e finali al meglio delle cinque gare, venendo accoppiate col metodo della serpentina.
- Ai play-out ciascuna squadra affronta in gare di andata e ritorno le due squadre provenienti dall'altro girone, sommando a questi risultati quelli ottenuti nella prima fase contro l'altra squadra del proprio girone; le prime due classificate centrano la salvezza diretta, mentre le ultime due classificate accedono ad un torneo di qualificazione per il prossimo massimo campionato.
- Al torneo di qualificazione le due squadre danno vita a un round-robin contro le prime due classificate della seconda divisione nazionale, concluso il quale le prime due classificate sono ammesse alla massima serie.

## Campionato

### Regular season

#### Prima fase

##### Risultati
| Prima giornata |                    |     |                                   |
|                |                    |     |                                   |
| 31-10          | Bayi - Yunnan      | 3-1 | 25-12, 23-25, 25-17, 25-22        |
| 31-10          | Zhejiang - Henan   | 3-0 | 25-21, 25-19, 25-19               |
| 31-10          | Beijing - Liaoning | 2-3 | 25-15, 23-25, 25-20, 23-25, 9-15  |
| 31-10          | Jiangsu - Shanghai | 3-2 | 22-25, 25-19, 25-22, 26-28, 15-10 |
| 31-10          | Fujian - Shandong  | 3-1 | 15-25, 25-17, 25-21, 25-21        |
| 31-10          | Sichuan - Tianjin  | 3-1 | 13-25, 31-29, 26-24, 25-15        |

| Seconda giornata |                    |     |                                   |
|                  |                    |     |                                   |
| 03-11            | Liaoning - Beijing | 3-2 | 25-17, 22-25, 16-25, 25-19, 15-12 |
| 03-11            | Henan - Zhejiang   | 3-0 | 25-21, 25-20, 25-19               |
| 03-11            | Yunnan - Bayi      | 1-3 | 15-25, 25-20, 17-25, 18-25        |
| 03-11            | Shanghai - Sichuan | 3-0 | 25-23, 25-16, 25-18               |
| 03-11            | Tianjin - Fujian   | 3-0 | 25-18, 25-20, 25-20               |
| 03-11            | Shandong - Jiangsu | 2-3 | 14-25, 34-36, 25-23, 25-21, 13-15 |

| Terza giornata |                    |     |                                   |
|                |                    |     |                                   |
| 07-11          | Zhejiang - Yunnan  | 3-0 | 25-22, 25-20, 25-13               |
| 07-11          | Beijing - Bayi     | 2-3 | 18-25, 25-17, 17-25, 25-22, 6-15  |
| 07-11          | Liaoning - Henan   | 3-0 | 25-16, 25-11, 26-24               |
| 07-11          | Jiangsu - Sichuan  | 3-1 | 18-25, 25-18, 25-18, 25-13        |
| 07-11          | Fujian - Shanghai  | 3-2 | 18-25, 25-21, 25-18, 18-25, 15-13 |
| 07-11          | Tianjin - Shandong | 3-1 | 25-23, 21-25, 25-17, 25-22        |

| Quarta giornata |                    |     |                                  |
|                 |                    |     |                                  |
| 10-11           | Zhejiang - Beijing | 3-0 | 25-21, 25-20, 25-20              |
| 10-11           | Liaoning - Bayi    | 3-0 | 27-25, 25-17, 25-18              |
| 10-11           | Yunnan - Henan     | 3-1 | 25-19, 25-23, 23-25, 25-22       |
| 10-11           | Shanghai - Tianjin | 3-1 | 25-18, 25-18, 26-28, 25-16       |
| 10-11           | Jiangsu - Fujian   | 3-0 | 25-23, 25-19, 25-13              |
| 10-11           | Sichuan - Shandong | 2-3 | 25-17, 14-25, 16-25, 26-24, 9-15 |

| Quinta giornata |                     |     |                            |
|                 |                     |     |                            |
| 14-11           | Beijing - Yunnan    | 3-0 | 25-16, 25-15, 25-16        |
| 14-11           | Liaoning - Zhejiang | 3-1 | 25-17, 23-25, 25-12, 25-17 |
| 14-11           | Henan - Bayi        | 0-3 | 19-25, 25-27, 23-25        |
| 14-11           | Fujian - Sichuan    | 3-1 | 16-25, 25-23, 25-17, 25-21 |
| 14-11           | Tianjin - Jiangsu   | 3-0 | 25-21, 25-19, 25-15        |
| 14-11           | Shandong - Shanghai | 0-3 | 22-25, 20-25, 15-25        |

| Sesta giornata |                    |     |                                   |
|                |                    |     |                                   |
| 17-11          | Bayi - Zhejiang    | 3-1 | 25-21, 25-16, 17-25, 28-26        |
| 17-11          | Liaoning - Yunnan  | 3-0 | 25-13, 25-12, 27-25               |
| 17-11          | Henan - Beijing    | 0-3 | 14-25, 18-25, 21-25               |
| 17-11          | Shanghai - Jiangsu | 2-3 | 25-15, 25-17, 21-25, 23-25, 12-15 |
| 17-11          | Tianjin - Sichuan  | 3-0 | 25-12, 25-20, 25-19               |
| 17-11          | Shandong - Fujian  | 3-0 | 25-19, 26-24, 25-15               |

| Settima giornata |                    |     |                                  |
|                  |                    |     |                                  |
| 21-11            | Zhejiang - Bayi    | 3-1 | 22-25, 25-22, 25-16, 29-27       |
| 21-11            | Beijing - Henan    | 3-1 | 15-25, 25-20, 25-18, 25-18       |
| 21-11            | Yunnan - Liaoning  | 3-2 | 20-25, 25-23, 17-25, 25-22, 15-8 |
| 21-11            | Jiangsu - Shandong | 3-0 | 25-17, 25-15, 25-22              |
| 21-11            | Fujian - Tianjin   | 0-3 | 13-25, 16-25, 17-25              |
| 21-11            | Sichuan - Shanghai | 3-0 | 25-22, 25-21, 25-21              |

| Ottava giornata |                    |     |                                   |
|                 |                    |     |                                   |
| 24-11           | Bayi - Beijing     | 3-1 | 19-25, 25-20, 25-12, 26-24        |
| 24-11           | Henan - Liaoning   | 3-1 | 29-31, 25-15, 25-21, 25-15        |
| 24-11           | Yunnan - Zhejiang  | 0-3 | 17-25, 25-27, 18-25               |
| 24-11           | Shanghai - Fujian  | 3-2 | 25-27, 25-20, 21-25, 25-18, 15-7  |
| 24-11           | Shandong - Tianjin | 0-3 | 22-25, 16-25, 19-25               |
| 24-11           | Sichuan - Jiangsu  | 2-3 | 20-25, 25-21, 21-25, 25-20, 10-15 |

| Nona giornata |                    |     |                                   |
|               |                    |     |                                   |
| 28-11         | Bayi - Liaoning    | 3-0 | 25-21, 26-24, 25-18               |
| 28-11         | Beijing - Zhejiang | 3-0 | 25-21, 25-8, 25-20                |
| 28-11         | Henan - Yunnan     | 0-3 | 16-25, 12-25, 21-25               |
| 28-11         | Fujian - Jiangsu   | 3-1 | 25-23, 17-25, 25-20, 25-20        |
| 28-11         | Tianjin - Shanghai | 2-3 | 25-23, 21-25, 25-23, 18-25, 12-15 |
| 28-11         | Shandong - Sichuan | 2-3 | 19-25, 22-25, 25-23, 25-23, 9-15  |

| Decima giornata |                     |     |                                   |
|                 |                     |     |                                   |
| 01-12           | Bayi - Henan        | 3-0 | 25-20, 25-22, 26-24               |
| 01-12           | Zhejiang - Liaoning | 3-2 | 21-25, 25-22, 15-25, 25-12, 15-7  |
| 01-12           | Yunnan - Beijing    | 2-3 | 18-25, 21-25, 26-24, 25-22, 9-15  |
| 01-12           | Shanghai - Shandong | 3-0 | 25-16, 25-15, 25-13               |
| 01-12           | Jiangsu - Tianjin   | 3-2 | 18-25, 25-15, 25-16, 19-25, 15-12 |
| 01-12           | Sichuan - Fujian    | 1-3 | 23-25, 25-16, 20-25, 19-25        |

##### Classifica

###### Girone A
| Pos. | Squadra  | Pt | G  | V | P | SV | SP | Ratio | PF  | PS  | Ratio |
| ---- | -------- | -- | -- | - | - | -- | -- | ----- | --- | --- | ----- |
| 1.   | Bayi     | 23 | 10 | 8 | 2 | 25 | 12 | 2.083 | 866 | 785 | 1.103 |
| 2.   | Liaoning | 18 | 10 | 6 | 4 | 23 | 17 | 1.352 | 870 | 818 | 1.063 |
| 3.   | Zhejiang | 17 | 10 | 6 | 4 | 20 | 15 | 1.333 | 772 | 759 | 1.017 |
| 4.   | Beijing  | 17 | 10 | 5 | 5 | 21 | 18 | 1.222 | 862 | 806 | 1.069 |
| 5.   | Yunnan   | 9  | 10 | 3 | 7 | 13 | 24 | 0.541 | 737 | 849 | 0.860 |
| 6.   | Henan    | 6  | 10 | 2 | 8 | 8  | 25 | 0.320 | 694 | 784 | 0.880 |

| Ai Play-out |

###### Girone B
| Pos. | Squadra  | Pt | G  | V | P | SV | SP | Ratio | PF  | PS  | Ratio |
| ---- | -------- | -- | -- | - | - | -- | -- | ----- | --- | --- | ----- |
| 1.   | Jiangsu  | 19 | 10 | 8 | 2 | 25 | 17 | 1.470 | 924 | 865 | 1.068 |
| 2.   | Tianjin  | 20 | 10 | 6 | 4 | 24 | 13 | 1.846 | 838 | 763 | 1.098 |
| 3.   | Shanghai | 19 | 10 | 6 | 4 | 24 | 17 | 1.410 | 924 | 822 | 1.120 |
| 4.   | Fujian   | 15 | 10 | 5 | 5 | 17 | 21 | 0.809 | 779 | 859 | 0.906 |
| 5.   | Sichuan  | 10 | 10 | 3 | 7 | 16 | 24 | 0.666 | 827 | 894 | 0.925 |
| 6.   | Shandong | 7  | 10 | 2 | 8 | 12 | 26 | 0.460 | 776 | 865 | 0.890 |

| Ai Play-out |

#### Seconda fase

##### Risultati
| Undicesima giornata |                     |     |                                  |
|                     |                     |     |                                  |
| 05-12               | Bayi - Fujian       | 3-1 | 18-25, 25-14, 25-22, 25-12       |
| 05-12               | Liaoning - Shanghai | 0-3 | 22-25, 16-25, 21-25              |
| 05-12               | Zhejiang - Tianjin  | 1-3 | 28-26, 15-25, 17-25, 23-25       |
| 05-12               | Beijing - Jiangsu   | 2-3 | 25-22, 25-9, 14-25, 19-25, 13-15 |
| 05-12               | Yunnan - Sichuan    | 3-1 | 25-23, 25-16, 23-25, 25-19       |
| 05-12               | Henan - Shandong    | 0-3 | 22-25, 21-25, 16-25              |

| Dodicesima giornata |                    |     |                                  |
|                     |                    |     |                                  |
| 08-12               | Bayi - Shanghai    | 3-0 | 25-16, 25-23, 25-22              |
| 08-12               | Liaoning - Tianjin | 3-2 | 22-25, 24-26, 25-18, 25-23, 15-8 |
| 08-12               | Zhejiang - Jiangsu | 0-3 | 20-25, 18-25, 24-26              |
| 08-12               | Beijing - Fujian   | 3-0 | 25-20, 25-17, 25-12              |
| 08-12               | Yunnan - Shandong  | 3-0 | 25-15, 25-22, 27-25              |
| 08-12               | Henan - Sichuan    | 1-3 | 23-25, 25-22, 19-25, 21-25       |

| Tredicesima giornata |                     |     |                                   |
|                      |                     |     |                                   |
| 12-12                | Jiangsu - Beijing   | 3-2 | 22-25, 25-19, 19-25, 25-18, 15-13 |
| 12-12                | Tianjin - Zhejiang  | 3-2 | 25-14, 24-26, 26-24, 21-25, 15-9  |
| 12-12                | Shanghai - Liaoning | 3-0 | 25-21, 25-22, 25-20               |
| 12-12                | Fujian - Bayi       | 0-3 | 23-25, 13-25, 23-25               |
| 12-12                | Sichuan - Yunnan    | 3-0 | 25-21, 25-17, 25-21               |
| 12-12                | Shandong - Henan    | 3-0 | 26-24, 25-11, 25-11               |

| Quattordicesima giornata |                    |     |                            |
|                          |                    |     |                            |
| 15-12                    | Jiangsu - Zhejiang | 0-3 | 24-26, 16-25, 13-25        |
| 15-12                    | Tianjin - Liaoning | 3-1 | 25-18, 21-25, 25-18, 25-16 |
| 15-12                    | Shanghai - Bayi    | 3-1 | 29-31, 25-18, 25-17, 25-19 |
| 15-12                    | Fujian - Beijing   | 1-3 | 25-22, 21-25, 20-25, 20-25 |
| 15-12                    | Sichuan - Henan    | 3-0 | 25-22, 28-26, 25-23        |
| 15-12                    | Shandong - Yunnan  | 3-1 | 25-12, 25-16, 22-25, 25-21 |

| Quindicesima giornata |                    |     |                            |
|                       |                    |     |                            |
| 19-12                 | Bayi - Tianjin     | 0-3 | 24-26, 17-25, 22-25        |
| 19-12                 | Liaoning - Jiangsu | 1-3 | 12-25, 25-11, 13-25, 11-25 |
| 19-12                 | Zhejiang - Fujian  | 3-0 | 25-23, 25-20, 25-20        |
| 19-12                 | Beijing - Shanghai | 3-0 | 25-23, 25-17, 25-20        |

| Sedicesima giornata |                     |     |                                  |
|                     |                     |     |                                  |
| 22-12               | Bayi - Jiangsu      | 3-1 | 25-17, 25-19, 13-25, 25-23       |
| 22-12               | Liaoning - Fujian   | 3-0 | 25-15, 25-21, 25-22              |
| 22-12               | Zhejiang - Shanghai | 1-3 | 25-20, 15-25, 19-25, 28-30       |
| 22-12               | Beijing - Tianjin   | 2-3 | 21-25, 25-11, 25-22, 8-25, 10-15 |

| Diciassettesima giornata |                    |     |                                   |
|                          |                    |     |                                   |
| 26-12                    | Jiangsu - Liaoning | 3-0 | 25-17, 29-27, 25-21               |
| 26-12                    | Tianjin - Bayi     | 2-3 | 25-13, 27-29, 25-21, 24-26, 13-15 |
| 26-12                    | Shanghai - Beijing | 2-3 | 21-25, 22-25, 25-23, 25-14, 18-20 |
| 26-12                    | Fujian - Zhejiang  | 0-3 | 17-25, 22-25, 19-25               |

| Diciottesima giornata |                     |     |                                   |
|                       |                     |     |                                   |
| 29-12                 | Jiangsu - Bayi      | 3-1 | 25-12, 25-16, 21-25, 25-22        |
| 29-12                 | Tianjin - Beijing   | 3-1 | 28-30, 25-22, 25-19, 25-18        |
| 29-12                 | Shanghai - Zhejiang | 3-2 | 20-25, 25-14, 24-26, 25-18, 15-13 |
| 29-12                 | Fujian - Liaoning   | 0-3 | 26-28, 20-25, 16-25               |

##### Classifica
| Pos. | Squadra  | Pt | G  | V  | P  | SV | SP | Ratio | PF   | PS   | Ratio |
| ---- | -------- | -- | -- | -- | -- | -- | -- | ----- | ---- | ---- | ----- |
| 1.   | Jiangsu  | 25 | 14 | 10 | 4  | 32 | 24 | 1.330 | 1206 | 1148 | 1.050 |
| 2.   | Tianjin  | 29 | 14 | 9  | 5  | 36 | 22 | 1.630 | 1298 | 1187 | 1.090 |
| 3.   | Bayi     | 25 | 14 | 9  | 5  | 30 | 23 | 1.300 | 1178 | 1168 | 1.000 |
| 4.   | Shanghai | 25 | 14 | 8  | 6  | 32 | 27 | 1.180 | 1330 | 1236 | 1.070 |
| 5.   | Liaoning | 19 | 14 | 7  | 7  | 25 | 28 | 0.890 | 1121 | 1142 | 0.980 |
| 6.   | Zhejiang | 19 | 14 | 6  | 8  | 26 | 27 | 0.960 | 1137 | 1181 | 0.960 |
| 7.   | Beijing  | 20 | 14 | 5  | 9  | 29 | 30 | 0.960 | 1239 | 1235 | 1.000 |
| 8.   | Fujian   | 6  | 14 | 2  | 12 | 10 | 39 | 0.250 | 957  | 1169 | 0.810 |
| 9.   | Sichuan  | 12 | 6  | 4  | 2  | 15 | 9  | 1.660 | 534  | 522  | 1.020 |
| 10.  | Yunnan   | 12 | 6  | 4  | 2  | 13 | 8  | 1.620 | 481  | 455  | 1.050 |
| 11.  | Shandong | 12 | 6  | 4  | 2  | 14 | 9  | 1.550 | 516  | 457  | 1.120 |
| 12.  | Henan    | 0  | 6  | 0  | 6  | 0  | 18 | 0.110 | 402  | 499  | 0.800 |

| Qualificate ai play-off scudetto | Al Challenge Match |

### Play-off
|  | Semifinali | Semifinali | Semifinali | Semifinali | Semifinali | Semifinali | Semifinali |  |  | Finale          | Finale   | Finale   | Finale | Finale | Finale | Finale |  |
|  |            |            |            |            |            |            |            |  |  |                 |          |          |        |        |        |        |  |
|  | 1          | Jiangsu    | 1          | 0          | 3          | 3          | 3          |  |  |                 |          |          |        |        |        |        |  |
|  | 4          | Shanghai   | 3          | 3          | 1          | 1          | 2          |  |  | Jiangsu         | Jiangsu  | 1        | 1      | 3      | 3      | 1      |  |
|  | 2          | Tianjin    | 3          | 0          | 1          | 3          | 3          |  |  | Tianjin         | Tianjin  | 3        | 3      | 0      | 2      | 3      |  |
|  | 3          | Bayi       | 1          | 3          | 3          | 0          | 2          |  |  |                 |          |          |        |        |        |        |  |
|  |            |            |            |            |            |            |            |  |  |                 |          |          |        |        |        |        |  |
|  |            |            |            |            |            |            |            |  |  | Finale 3º posto |          |          |        |        |        |        |  |
|  |            |            |            |            |            |            |            |  |  |                 |          |          |        |        |        |        |  |
|  |            |            |            |            |            |            |            |  |  | Bayi            | Bayi     | Bayi     | 0      | 0      | 3      | 1      |  |
|  |            |            |            |            |            |            |            |  |  | Shanghai        | Shanghai | Shanghai | 3      | 3      | 2      | 3      |  |

#### Semifinali
| Gara 1 |                    |     |                            |
|        |                    |     |                            |
| 01-01  | Shanghai - Jiangsu | 3-1 | 21-25, 25-19, 25-21, 25-23 |
| 01-01  | Bayi - Tianjin     | 1-3 | 17-25, 25-23, 22-25, 15-25 |

| Gara 2 |                    |     |                     |
|        |                    |     |                     |
| 03-01  | Shanghai - Jiangsu | 3-0 | 25-16, 25-21, 25-17 |
| 03-01  | Bayi - Tianjin     | 3-0 | 25-17, 25-22, 25-22 |

| Gara 3 |                    |     |                            |
|        |                    |     |                            |
| 07-01  | Jiangsu - Shanghai | 3-1 | 23-25, 25-15, 25-9, 25-23  |
| 07-01  | Tianjin - Bayi     | 1-3 | 21-25, 25-14, 15-25, 17-25 |

| Gara 4 |                    |     |                            |
|        |                    |     |                            |
| 09-01  | Jiangsu - Shanghai | 3-1 | 13-25, 25-22, 25-13, 25-18 |
| 09-01  | Tianjin - Bayi     | 3-0 | 25-23, 25-13, 25-20        |

| \| Gara 5 \| \| \| \| \| \| \| \| \| \| 10-01 \| Jiangsu - Shanghai \| 3-2 \| 25-18, 25-27, 14-25, 25-19, 15-9 \| \| 10-01 \| Tianjin - Bayi \| 3-2 \| 23-25, 25-17, 25-19, 21-25, 15-10 \| |                    |     |                                   |
| Gara 5 |                    |     |                                   |
| |                    |     |                                   |
| 10-01 | Jiangsu - Shanghai | 3-2 | 25-18, 25-27, 14-25, 25-19, 15-9  |
| 10-01 | Tianjin - Bayi     | 3-2 | 23-25, 25-17, 25-19, 21-25, 15-10 |

#### Finale
| Gara 1 |                   |     |                            |
|        |                   |     |                            |
| 16-01  | Tianjin - Jiangsu | 3-1 | 18-25, 25-16, 34-32, 25-18 |

| Gara 2 |                   |     |                            |
|        |                   |     |                            |
| 19-01  | Tianjin - Jiangsu | 3-1 | 25-27, 25-19, 25-18, 25-23 |

| Gara 3 |                   |     |                     |
|        |                   |     |                     |
| 23-01  | Jiangsu - Tianjin | 3-0 | 25-21, 25-22, 25-19 |

| Gara 4 |                   |     |                                  |
|        |                   |     |                                  |
| 26-01  | Jiangsu - Tianjin | 3-2 | 21-25, 25-13, 25-21, 25-27, 15-8 |

| \| Gara 5 \| \| \| \| \| \| \| \| \| \| 30-01 \| Jiangsu - Tianjin \| 1-3 \| 25-22, 26-28, 20-25, 20-25 \| |                   |     |                            |
| Gara 5 |                   |     |                            |
| |                   |     |                            |
| 30-01 | Jiangsu - Tianjin | 1-3 | 25-22, 26-28, 20-25, 20-25 |

#### Finale 3º posto
| Gara 1 |                 |     |                     |
|        |                 |     |                     |
| 14-01  | Shanghai - Bayi | 3-0 | 25-23, 25-16, 25-23 |

| Gara 2 |                 |     |                     |
|        |                 |     |                     |
| 16-01  | Shanghai - Bayi | 3-0 | 25-23, 25-20, 25-23 |

| Gara 3 |                 |     |                                  |
|        |                 |     |                                  |
| 21-01  | Bayi - Shanghai | 3-2 | 25-15, 24-26, 25-18, 26-28, 15-8 |

| Gara 4 |                 |     |                            |
|        |                 |     |                            |
| 23-01  | Bayi - Shanghai | 1-3 | 25-22, 19-25, 17-25, 19-25 |

### Torneo di qualificazione
| Round-robin |                             |     |                            |
|             |                             |     |                            |
| 13-01       | Shandong - Hubei            | 3-0 | 25-12, 25-10, 25-10        |
| 13-01       | Henan - Guangdong Hengda    | 3-1 | 25-18, 23-25, 25-19, 25-21 |
| 14-01       | Guangdong Hengda - Hubei    | 3-0 | 25-15, 25-19, 25-10        |
| 14-01       | Henan - Shandong            | 0-3 | 25-27, 16-25, 19-25        |
| 15-01       | Henan - Hubei               | 3-0 | 25-14, 25-12, 25-14        |
| 15-01       | Shandong - Guangdong Hengda | 3-0 | 25-20, 25-19, 25-16        |

| Gruppo A | Gruppo A         | Gruppo A | Partite | Partite | Partite | Set | Set | Set   |
| #        | Squadra          | Pt       | G       | V       | P       | V   | P   | Qz    |
| -------- | ---------------- | -------- | ------- | ------- | ------- | --- | --- | ----- |
| 1        | Shandong         | 9        | 3       | 3       | 0       | 9   | 0   | MAX   |
| 2        | Henan            | 6        | 3       | 2       | 1       | 7   | 4   | 1.750 |
| 3        | Guangdong Hengda | 3        | 3       | 1       | 2       | 4   | 7   | 0.571 |
| 4        | Hubei            | 0        | 3       | 0       | 3       | 0   | 9   | 0.000 |

## Premi individuali
| Premio                 | Nome            | Squadra  |
| ---------------------- | --------------- | -------- |
| MVP                    | Zhang Changning | Jiangsu  |
| Miglior palleggiatrice | Yao Di          | Tianjin  |
| Miglior opposto        | Nancy Carrillo  | Tianjin  |
| Miglior schiacciatrice | Zhang Changning | Jiangsu  |
| Miglior schiacciatrice | Liu Yanhan      | Bayi     |
| Miglior centrale       | Yan Ni          | Liaoning |
| Miglior centrale       | Wang Ning       | Tianjin  |
| Miglior libero         | Chen Zhan       | Jiangsu  |
| Miglior allenatore     | Wang Baoquan    | Tianjin  |
| Miglior esordiente     | Gong Xiangyu    | Jiangsu  |

## Classifica finale
| Pos | Squadra  | Verdetto                        |
| --- | -------- | ------------------------------- |
| 1   | Tianjin  | Al campionato asiatico per club |
| 2   | Jiangsu  |                                 |
| 3   | Shanghai |                                 |
| 4   | Bayi     |                                 |
| 5   | Liaoning |                                 |
| 6   | Zhejiang |                                 |
| 7   | Beijing  |                                 |
| 8   | Fujian   |                                 |
| 9   | Sichuan  |                                 |
| 10  | Yunnan   |                                 |
| 11  | Shandong |                                 |
| 12  | Henan    |                                 |

## Statistiche
| Rendimento individuale | Rendimento individuale | Rendimento individuale | Rendimento individuale |
| Pos.                   | Nome                   | Punti                  | Squadra                |
| ---------------------- | ---------------------- | ---------------------- | ---------------------- |
| 1                      | Zhang Changning        | 607                    | Jiangsu                |
| 2                      | Nancy Carrillo         | 560                    | Tianjin                |
| 3                      | Sarah Pavan            | 530                    | Shanghai               |
| 4                      | Liu Yanhan             | 495                    | Bayi                   |
| 5                      | Chen Liyi              | 439                    | Tianjin                |
| 6                      | Xu Ruoya               | 383                    | Jiangsu                |
| 7                      | Gong Xiangyu           | 368                    | Jiangsu                |
| 8                      | Wang Yunlu             | 332                    | Bayi                   |
| 9                      | Zhang Yichan           | 331                    | Shanghai               |
| 10                     | Li Jing                | 329                    | Zhejiang               |

| Attacchi vincenti | Attacchi vincenti | Attacchi vincenti | Attacchi vincenti |
| Pos.              | Nome              | Punti             | Squadra           |
| ----------------- | ----------------- | ----------------- | ----------------- |
| 1                 | Zhang Changning   | 503               | Jiangsu           |
| 2                 | Nancy Carrillo    | 479               | Tianjin           |
| 3                 | Sarah Pavan       | 452               | Shanghai          |
| 4                 | Liu Yanhan        | 430               | Bayi              |
| 5                 | Chen Liyi         | 387               | Tianjin           |
| 6                 | Xu Ruoya          | 309               | Jiangsu           |
| 7                 | Li Jing           | 294               | Zhejiang          |
| 8                 | Gong Xiangyu      | 293               | Jiangsu           |
| 9                 | Zhang Yichan      | 278               | Shanghai          |
| 10                | Song Meili        | 274               | Shandong          |

| Muri vincenti | Muri vincenti   | Muri vincenti | Muri vincenti |
| Pos.          | Nome            | Punti         | Squadra       |
| ------------- | --------------- | ------------- | ------------- |
| 1             | Xu Jiujing      | 82            | Shanghai      |
| 2             | Wang Chenyue    | 76            | Jiangsu       |
| 3             | Yan Ni          | 66            | Liaoning      |
| 4             | Yuan Xinyue     | 64            | Bayi          |
| 5             | Gong Xiangyu    | 54            | Jiangsu       |
| 6             | Zhang Changning | 53            | Jiangsu       |
| 7             | Jiang Qianwen   | 50            | Jiangsu       |
| 8             | Yang Zhou       | 48            | Zhejiang      |
| 9             | Xu Ruoya        | 46            | Jiangsu       |
| 10            | Wang Ning       | 45            | Tianjin       |

| Battute vincenti | Battute vincenti | Battute vincenti | Battute vincenti |
| Pos.             | Nome             | Punti            | Squadra          |
| ---------------- | ---------------- | ---------------- | ---------------- |
| 1                | Zhang Changning  | 51               | Jiangsu          |
| 2                | Wang Yunlu       | 42               | Bayi             |
| 3                | Nancy Carrillo   | 42               | Tianjin          |
| 4                | Liu Xiaotong     | 39               | Beijing          |
| 5                | Diao Linyu       | 37               | Jiangsu          |
| 6                | Sarah Pavan      | 35               | Shanghai         |
| 7                | Wang Qi          | 33               | Bayi             |
| 8                | Xu Jiujing       | 31               | Shanghai         |
| 9                | Chen Liyi        | 30               | Tianjin          |
| 10               | Xu Ruoya         | 28               | Jiangsu          |